# Antonio Sema
Antonio Sema (Pirano, 27 marzo 1949 – Montenars, 31 luglio 2007) è stato uno scrittore e storico italiano.

## Biografia
Figlio del senatore comunista Paolo Sema (1915-2007), partigiano e fondatore dell'istituto "Livio Saranz", e nipote dell'omonimo Antonio Sema, fondatore e preside del liceo italiano di Pirano, fu un attivista del PCI.
Negli anni della contestazione, fu infermiere e dottore di ricerca in storia nell'università di Milano, nonché professore di italiano e storia di scuola media e superiore a Paularo, Gemona e a Cividale del Friuli.
I suoi studi storico-militari hanno riguardato in particolare la storia della prima guerra mondiale sul fronte dell'Isonzo, visto anche dalla parte austriaca, e gli aspetti sociali e culturali della vita in trincea e dell'impatto della guerra sulla popolazione civile, contribuendo ad una profonda revisione degli studi del settore. Ha dato inoltre un contributo determinante alla cura dei musei di guerra del Trentino e del Friuli, alla catalogazione dei documenti e degli altri beni culturali del Museo de Henriquez. Personaggio molto noto nella vita culturale di Trieste, è stato ricordato dal 2008 con il premio "Antonio Sema" dell'associazione "èStoria", che gestisce l'omonimo festival internazionale della storia a Gorizia, un concorso per la scuola con il patrocinio del Ministero dell'istruzione, dell'università e della ricerca.
È stato membro del "Centro interuniversitario di studi e ricerche storico-militari" ed ha collaborato con diverse musei, centri di ricerca e riviste nell'ambito della storia militare (Museo della grande guerra di Gorizia, Civico museo di guerra per la pace "Diego de Henriquez" di Trieste, Centro Militare di Studi Strategici ("CeMiSS") del ministero della difesa, "Istituto regionale per la cultura istriano-fiumano-dalmata" di Trieste ("IRCI") e riviste Qualestoria, Rivista di storia contemporanea, Passato e presente). È stato inoltre membro del comitato scientifico della rivista di geopolitica Limes (sulla quale ha pubblicato saggi sulle guerre nell'ex-Jugoslavia e in Iraq). Ha diretto la collana Le guerre. Storie di uomini, armi, atti di forza della Libreria editrice goriziana.

## Opere

### Monografie
- Caporetto. Il mondo capovolto, Edizioni della Laguna, Monfalcone 1990 (ISBN 88-85296-03-3).
- La grande guerra sul fronte dell'Isonzo. Volume I. Dagli inizi del conflitto alla conquista di Gorizia, Liberia Editrice Goriziana, Gorizia 1995 (ISBN 88-86928-13-0 scheda sul sito della casa editrice); Volume II - tomo I. Dalla settima all'undicesima offensiva, Liberia Editrice Goriziana, Gorizia 1997 (ISBN 88-86928-10-6 scheda sul sito della casa editrice); Volume II - tomo II, La dodicesima offensiva, Liberia Editrice Goriziana, Gorizia 1997 (ISBN 88-86928-14-9 scheda sul sito della casa editrice). Dopo questa prima edizione, l'opera è stata ripubblicata in volume unico dalla medesima casa editrice nel 2009 (ISBN 978-88-6102-031-3 scheda sul sito della casa editrice).
- Piume a Nord Est. I bersaglieri sul fronte dell'Isonzo 1915-1917, Libreria Editrice Goriziana, Gorizia 1997 (ISBN 88-86928-03-3 scheda sul sito della casa editrice).
- Soldati e prostitute. Il caso della Terza Armata, Rossato editore, Novale 1999 (ISBN 88-8130-067-2);

### Articoli su riviste e opere collettive (storia militare)
1982:
- "Enzo Biagi e la seconda guerra mondiale come storia di uomini", in Passato e Presente, n.2, 1982, pp. 87–99.

1986:
- "Le celebrazioni della vittoria", in Qualestoria, nn.1-2, 1986, pp. 176–188.

1987:
- "Aquile, piccioni e talpe: analogie e metafore del bombardamento aereo con finalità antiterroristiche", in Qualestoria, n.1, 1987, pp. 37–59;
- In Enciclopedia dell'antifascismo e della Resistenza, La Pietra, Milano, 1987: 
  - volume V, le voci:
    - "Resistenza e seconda guerra mondiale", pp. 111–115;
    - "Riparazioni di guerra", pp. 187–188;
    - "Russia, Campagna di", pp. 292–295;
    - "Sabotaggio", pp. 300–301;
    - "Salerno, Sbarco di", pp. 315–317;
    - "San Marco, Divisione", pp. 342–343;
    - "Stalingrado", pp. 655–658;
    - "Strategia", pp. 705–705;

  - volume VI, le voci:
    - "Tattica";
    - "Tojo, Hideki";
    - "Tobruk".
- "La cultura dell'esercito", in AA.VV., Cultura e società negli anni del fascismo, Cordani, Milano 1987, pp. 91–116.

1989:
- "1914-1934: guerra e politica militare secondo Mussolini"' e "Pensiero militare e fascistizzazione delle forze armate", in Virgilio Ilari e Antonio Sema (a cura di), Marte in orbace. Guerra, esercito e milizia nella concezione fascista della nazione, Casa editrice Nuove ricerche, Ancona 1989, pp. 15–189;
- "Stampa, truppa, città: il caso di Udine 1895-1915", in AA.VV., Esercito e città dall'Unità agli anni trenta, Perugia 1989, pp. 597–615;
- "Il Friuli nella Grande Guerra: appunti per una storiografia regionale", in Rivista di Storia Contemporanea, n.3, 1989, pp. 409–431.

1991:
- "Cose piccole e Piccole Cose. Momenti e concetti della propaganda di guerra italiana nel primo conflitto mondiale", in AA.VV., L'Arma della persuasione. Parole e immagini di propaganda nella Grande Guerra, Edizioni della Laguna & Cooperativa Mit, Gorizia 1991, pp. 41–71.

1992
- "Guerra in Jugoslavia: Analisi di un conflitto", in Fulvio Molinari (a cura di), Jugoslavia dentro la guerra, Editrice Goriziana, Gorizia 1992, pp. 129–201;
- "Regio esercito italiano a Trieste. Gli anni di guerra", in Annamaria Vinci (a cura di), Trieste in guerra. Gli anni 1938-1943, in I Quaderni di Qualestoria, n.1, 1992, pp. 151–186;
- "Civili, militari e colera in Friuli, 1915-1916", in Rivista di storia contemporanea, n.1, 1992, p. 109-142.

1994:
- "L'irredentismo armato: volontari garibaldini e società di tiro al bersaglio", in Quaderni giuliani di storia, Anno XV, n.1º gennaio-giugno 1994, pp. 89–100;
- "The Blackshirts", in Jack Greene, Alessandro Massignani, Rommel's North Africa Campaign, Combined Books, Pennsylvania, U.S.A. 1994, pp. 39–92.

1995:
- Presentazione del libro "Gli ufficiali della monarchia asburgica. Oltre il nazionalismo", in Società Triestina di Cultura Maria Theresia. Atti delle conferenze, II volume, Edizioni La Chiusa, Chiusaforte 1995, pp. 83–101;
- "La fase finale della guerra tra Adriatico e Balcani", in Piero Spirito, Roberto Spazzali (a cura di), L'altra resistenza. La guerra di liberazione a Trieste e nella Venezia Giulia, OTE Il Piccolo, Trieste 1995;

1997:
- "Le navi degli storiografi e le storie di un passato poco gentile", in Istria. Fiume. Dalmazia. Tempi & Cultura, n.1, 1996-97, pp. 5–15.
- "Storie di commissioni", in Istria. Fiume. Dalmazia. Tempi & Cultura, n., 1997, pp. 47–49;
- "XIX-XX Secolo", in Franco Stener (a cura di), Rovigno d'Istria, volume I, Edizioni Famia Ruvignisa, Trieste, 1997, pp. 129–143.

1998:
- "Gli Stati Uniti e certe premesse (in)culturali nella definizione dei confini italo-jugoslavi: una proposta di lettura della ricerca di Daniela Rossini sull'Inquiry", in Istria. Fiume. Dalmazia. Tempi & Cultura, n.3, 1997-98, pp. 17–21
- In AA.VV., Trieste 1900-1999. Cent'anni di storia, secondo volume (1915-1922), Publisport Srl., Trieste, 1998, le voci:
  - "Bombe e cannoni: Trieste in guerra", pp. 36–37;
  - "Triestini e giuliani al fronte", p. 95;
  - "Carlo Petitti di Roreto", p. 143;
  - "Trieste e la nascita del comunismo", p. 237;
- "L'antifascismo negli anni Trenta", in AA.VV., Trieste 1900-1999. Cent'anni di storia, quarto volume (1931-1938), Publisport Srl., Trieste, 1998, pp. 68–69;
- "Tra guerra e dopoguerra. Le esperienze di un generale “che capisce” nella storiografia su Armando Diaz", "Il generale Armando Diaz: note biografiche" e "Lettera di Mussolini (28 aprile 1924) che accetta le dimissioni di Diaz da ministro della Guerra", in 1918 L'anno della Vittoria. Guerra e dopoguerra nell'Archivio privato del generale Armando Diaz (Provincia di Gorizia, Assessorato alla cultura, Musei provinciali di Gorizia), Lint, Trieste 1998, pp. 11– 43; pp. 69–76; p. 86.

1999:
- In AA.VV., Trieste 1900-1999. Cent'anni di storia, quinto volume (1939-1945), Publisport Srl., Trieste 1999, le voci: 
  - "Gli uomini della “Repubblica", p. 153;
  - "La Resistenza nella Venezia Giulia", pp. 154–155;
  - "Luigi Frausin", p. 187;
  - "La militarizzazione della città in guerra", p. 197;
- La fine di niente: agosto 1994-agosto 1995: miti, diplomazie e localismi. Cronaca di una storia italo-sloveno-croato-istriana, Istituto giuliano di storia, cultura e documentazione, Trieste 1999;
- "La spinta slava verso l'Adriatico tra nazionalismo e ideologia", in Silvio Cattalini (a cura di), Contributo alla conoscenza della storia e della cultura dell'Istria, di Fiume e della Dalmazia. Corso di aggiornamento per docenti di scuole medie, Associazione Nazionale Venezia Giulia e Dalmazia, Udine, 1999, pp. 145–196.

2000:
- "La storiografia dell'esodo italiano dall'Istria: prospettive per la ricerca", in Marina Cattaruzza, Marco Dogo, Raoul Pupo (a cura di), "Esodi. Trasferimenti forzati di popolazione nel Novecento europeo" (Quaderni di Clio, n. 3), Edizioni Scientifiche Italiane, Napoli 2000, pp. 253–267;
- "Gli slavi in Feldgrau nella storiografia e nella memorialistica italiana e slovena", in Giampiero Berti, Piero Del Negro (a cura di), Al di qua e al di là del Piave. L'ultimo anno della Grande Guerra. Atti del Convegno Internazionale (Bassano del Grappa, 25-28 maggio 2000), Franco Angeli, Milano 2001, pp. 161–187.

2001:
- "Riflessioni su un documento del confine orientale", in Piero Delbello (a cura di), Dieci anni per un documento, supplemento a Istria. Fiume. Dalmazia. Tempi & Cultura, n. 9, 2001, pp. 10–19;
- "La disgregazione della Jugoslavia. Visto dai Balcani", in Passato e Presente, n.54, 2001, pp. 155–168.

2003:
- "Alcuni aspetti politici e militari della crisi italo-jugoslava del 1953", in Piero Delbello (a cura di), I ragazzi del '53. L'insurrezione di Trieste cinquant'anni dopo, Edizioni Italo Svevo, Trieste 2003, pp. 79-89.
- "Con gli occhi del cacciatore", in Hanns Schneider-Bosgard, Bandenkampf. Resistenza e controguerriglia al confine orientale, a cura di Antonio Sema, Libreria Editrice Goriziana, Gorizia 2003, pp. 11-74.

2010:
- "Minacce su Trieste. Aspetti della pianificazione difensiva italiana al confine orientale tra anni venti e trenta", in Paolo Ferrari, Alessandro Massignani (a cura di), Conoscere il nemico. Apparati di intelligence e modelli culturali nella storia contemporanea, Franco Angeli, Milano 2010, pp. 310-336.

### Articoli su riviste e opere collettive (geopolitica)
- 1993:
  - "Il triangolo strategico Trieste-Fiume-Capodistria", in LiMes, n.1-2, 1993, pp. 183–196.
- 1994:
  - "Estate 1991: gli amici italiani di Lubiana", in LiMes n.1, 1994, pp. 215–228;
  - "Orfana di Roma Trieste guarda a Lubiana", in LiMes, n. 3, 1994, pp. 229–240;
  - "Questione istriana e istrianische Angelegenheit", in LiMes, n. 4, 1994, pp. 245–254;
- 1996
- "Leghismo di confine e secessionismo nel Friuli-Venezia Giulia", in LiMes, n. 4, 1996, pp. 71–87.
- 1997:
  - "L'intervento militare e l'aiuto economico: possibili convergenze", in VII Convegno internazionale, Il futuro della NATO nel nuovo contesto geopolitico (atti del convegno Gorizia, 9-11 aprile 1997), inserto redazionale A&T, pp. 33.35.
- 1998:
  - "Contro Roma Bossi inventa lo sport padano", in LiMes, n. 1, 1998, pp. 137–143.
- 2000
  - "Come si combatte in Colombia", in LiMes, n. 2, 2000, pp. 99–109.
- 2001
  - " C'era una volta il Mossad", in LiMes, n. 1, 2001, pp. 65–71;
  - "Limoni e sangue: a che servivano gli scontri di Genova", in LiMes, n. 4, 2001, pp. 17–28;
  - "E-strategie per e-conflitti: il caso di Israele", in I Quaderni speciali di LiMes, n. 2, 2001, pp. 163–170;
  - "Forze armate digitali: uso di internet in guerra", in Fondazione Venezia per la ricerca sulla pace, Annuario della pace Italia /maggio 2000-giugno 2001, Asterios Editore, Trieste, 2001, pp. 157–162.

2002:
- "Il panzersionismo di Sharon", in LiMes, n. 2, 2002, pp. 51–59.

### Articoli su riviste e opere collettive (museografia)
- 1988:
  - "Appunti su un museo da costruire", in AA.VV., Il volto della guerra per promuovere la pace, (Quaderni del centro studi economici-sociali "Ezio Vanoni", nn.14-15), 1988, pp. 21–38.
- 1989:
  - "San Pietro del Carso 1941-1944. Un Museo Militare per Diego de Henriquez", in AA.VV., Salotto Diego de Henriquez (Progetto "Expomodel II" 1989), Ed.Zenit, Trieste, 1989, pp. 19–34.
- 1990
  - "Grande Guerra e musei: materiali per una discussione", in AA.VV., Questioni di guerra, Museo della Grande Guerra, Gorizia, 1990, pp. 97–109.
- 1991:
  - Diego de Henriquez. Fotografie per un museo, Tipografia Adriatica, Trieste, 1991;
  - "I musei d'argomento storico-contemporaneo a Trieste. Ipotesi per una valorizzazione a fini didattici", in Adriano Dugulin (a cura di), Musei in scena (Civici Musei di Storia e Arte di Trieste, Quaderni didattici IV), Trieste, 1991, pp. 79–84.
- 1992:
  - "La componente coloniale nei musei militari", in Nicola Labanca (a cura di), L'Africa in vetrina. Storia di musei ed esposizioni coloniali in Italia, Pagus, Treviso, 1992, pp. 161– 174.
- 1993:
  - "Gli storici e il collezionista: note sulla storiografia relativa a Diego de Henriquez", in Antonella Furlan, Antonio Sema, Diego de Henriquez, Cronaca di una vita, A.P.T., Trieste, 1993, pp. 7–20;
  - "Il Museo Henriquez (della Guerra per la Pace) di Trieste" , in Storia Militare n.1, 1993, pp. 4–7;
  - "La collezione "Diego de Henriquez" e "Fondi del Museo della prima guerra mondiale di Gorizia", in AA.VV., Le fonti per la storia militare italiana in età contemporanea, Ministero per i beni culturali e ambientali - Ufficio centrale per i beni archivistici, Roma, 1993, pp. 418–421 e pp. 409–417.
- 1994:
  - "Il Museo della guerra 1915-18 di Gorizia", in Annali. Museo Storico Italiano della Guerra, n. 3, 1994, pp. 56–57.
- 1995:
  - "Esperienze di didattica della storia. Terza media e grande guerra: ipotesi di un utilizzo didattico del Museo della Grande Guerra di Gorizia", in Quaderni Giuliani di Storia, 1/1995, pp. 93–143.
- 2002:
  - "Storia di un museo isontino" e "Visita al museo", in Musei provinciali di Gorizia, Guida al Museo della Grande Guerra. Per non dimenticare, Stella Arti Grafiche, Trieste, 2002, pp. 13–34 e pp. 57–106.

### Interventi su giornali e settimanali
- “L'ammiraglio e la politica. Come un protagonista della guerra antinazista divenne viceré e poi liquidatore dell'impero britannico in India”, in L'Unità, 29 agosto 1979, p. 3.
- "Storia e musei", in Bollettino della Lega Nazionale, Anno III, n.3-4, Trieste, 28 aprile 1991, pp. 4–5.
- "Idee per un museo", in Bollettino della Lega Nazionale, Anno III, n.5, Trieste, 30 maggio 1991, pp. 4–5.
- "Le guerre di oggi si vincono anche con la telecamera", in Trieste Oggi, 29 luglio 1991, Trieste, p. 10.
- "Guerra e pace nel museo de Henriquez", in Trieste Oggi, 17 settembre 1991, p. 20.
- "Il neo Centro Culturale "de Henriquez" vigilerà sulla nascita del museo", in Bollettino della Lega Nazionale, Anno III, n.7, Trieste, 26 settembre 1991, pp. 4.
- "Cannone di carta. Parole e immagini come arma di persuasione", in Bollettino della Lega Nazionale, Anno III, n.8, Trieste, 26 ottobre 1991, pp. 5–6.
- "La ferocissima lotta dal confine aperto alle frontiere interne. La problematica nazionalistica che sta investendo la Jugoslavia quale conseguenza delle rivendicazioni internazionali. Un argomento a lungo rimosso, destinato a ritornare alla ribalta in modo drammatico", in Trieste Oggi, 1º novembre 1991, pp. 16–17.
- "Dossier Le "Terre Perdute" nell'occhio del ciclone. Golpisti in Istria", in Il Meridiano di Trieste, Anno XX, n.42, 21 novembre 1991, pp. 35–41.
- "La politica estera e la crisi jugoslava: Problemi locali. Riflessioni intorno al libro "Morte e riscoperta dello Stato-nazione", in Bollettino della Lega Nazionale, Anno IV, n.1, Trieste, 1992, pp. 5–6.
- "Chi contro chi? Calcoli e sviste", ne Il Piccolo, 27 ottobre 1995, p. 5 (si tratta di un'anticipazione della trilogia riguardante la Grande guerra sul fronte dell'Isonzo).